# اندری ساخنویچ
اندری ساخنویچ (اوکراینی: Андрій Володимирович Сахневич؛ زادهٔ ۱۷ آوریل ۱۹۸۹) بازیکن فوتبال اهل اوکراین است.
از باشگاه‌هایی که در آن بازی کرده‌است می‌توان به باشگاه فوتبال کاماز نابرژنیه چلنی، باشگاه فوتبال متالورگ زاپروژیا، و باشگاه فوتبال دینامو کی‌یف اشاره کرد.
وی همچنین در تیم‌های ملی فوتبال Ukraine national under-17 football team, Ukraine national under-18 football team، و زیر ۲۱ سال اوکراین بازی کرده‌است.